# 1. Volleyball-Club Wiesbaden 2016-2017
Questa voce raccoglie le informazioni riguardanti il 1. Volleyball-Club Wiesbaden nelle competizioni ufficiali della stagione 2016-2017.

## Organigramma societario
Area direttiva
- Presidente: Georg Kleinekathöfer

Area tecnica
- Allenatore: Dirk Groß
- Allenatore in seconda: Christian Sossenheimer
- Scout man: Detlev Schönberg

Area sanitaria
- Fisioterapista: Michael Schmitt

## Rosa
| N° | Nome                   | Ruolo | Data di nascita  | Nazionalità sportiva |
| -- | ---------------------- | ----- | ---------------- | -------------------- |
| 2  | Annalena Mach          | S/O   | 1º giugno 1995   | Lussemburgo          |
| 3  | Mallory McCage         | C     | 2 febbraio 1994  | Stati Uniti          |
| 4  | Tanja Großer           | S     | 27 novembre 1993 | Germania             |
| 5  | Alyssa Longo           | L     | 4 ottobre 1991   | Stati Uniti          |
| 8  | Eliza Hynes            | S     | 29 gennaio 1992  | Australia            |
| 9  | Dora Grozer            | S     | 21 novembre 1995 | Germania             |
| 10 | Irina Kemmsies         | P     | 14 maggio 1996   | Germania             |
| 11 | Simona Kóšová          | C     | 27 marzo 1992    | Slovacchia           |
| 12 | Eszter Nagy            | C     | 1º novembre 1991 | Ungheria             |
| 13 | Karolína Bednářová     | S     | 20 luglio 1986   | Rep. Ceca            |
| 14 | Lia-Tabea Mertens      | P     | 31 maggio 1994   | Germania             |
| 16 | Delainey Aigner-Swesey | S     | 14 marzo 1992    | Stati Uniti          |